# Shōrin-ryū Kyudōkan
Kyudokan (究道館?) es el nombre de una de las variantes que surgieron del estilo Shōrin-ryū (Kobayashi) de Karate de Okinawa. Fue creada por Yuchoku Higa, Hanshi 10.º Dan y actualmente es dirigida por Minoru Higa.

## Historia
Yuchoku Higa, el fundador de la escuela, comenzó a practicar karate de manera regular a los 16 años. Su primer maestro fue el experto en Shuri-Te, Jiru Shiroma. Shiroma había rechazado a Higa como su alumno varias veces pero ante la insistencia finalmente optó por admitirlo. Luego de la muerte de Shiroma en 1933, Higa fue estudiante de los maestros Jinnan Sinzato (Naha-Te) y Miyahira Seiei (Shuri-Te). Finalmente, en 1943 el renombrado maestro Chosin Chibana aceptó a Higa como alumno y lo consideró como uno de sus discípulos más estimados, al punto de ser la primera persona en recibir el noveno dan por parte del maestro.
En 1947 Higa inauguró oficialmente el Kyudokan Karate Dojo, en donde se dedicó a desarrollar las enseñanzas recibida de sus maestros, en especial Chibana, con quien siguió practicando hasta la muerte de éste en 1969. En 1961 se formó la primera Asociación Shorin-ryu Karate-do de Okinawa. El presidente fue Chibana y Yuchoku Higa fue nombrado para el cargo de vicepresidente.
Además de estos honores, Yuchoku Higa fue presidente de la Federación de Okinawa de Karate y Kobudo, asesor jefe de la Asociación de Maestros de Okinawa Karate-do, recibió innumerables premios y fue especialmente invitado al Palacio Imperial, en Tokio, por el mismo emperador Hirohito.
En noviembre de 1994, Higa fallece a la edad de 84 años. El maestro Minoru Higa, sobrino de Yuchoku, asume el cargo de director de la escuela Kyudokan, posición que mantiene hasta la actualidad. Además de Okinawa, Kyudokan cuenta con presencia en países como Alemania, Argentina, Francia,India Irlanda, Inglaterra, Italia, Polonia y Uruguay.

## Dojo Kun
El Dōjō Kun consiste en una serie de preceptos que las escuelas de artes marciales japonesas modernas exhiben en sus dojos. En el caso de Kyudokan, el dojo kun consiste en las siguientes reglas:
1. DOJO O UYAMAI KOHAI o ITSUKUSIMU KOTO (Respetar el Dojo y querer a los alumnos de menor graduación).
2. KEKA KORON o SAKERU KOTO (Evitar toda pelea o discusión).
3. REIGI TADASHI KUSHI SEIJITSU NI SORU KOTO (Ser honesto, cortes y leal).
4. TANIN o UYAMAU KOTO (Respetar al prójimo).
5. DOJO NI REISETSU o SHAKAINI OYOBUSU KOTO (Trasladar las enseñanzas del Dojo a la sociedad).

## Características
Al igual que el resto de las escuelas de Shorin Ryu, la estrategia de la escuela Kyudokan está enfocada principalmente en la lucha a corta distancia. De esta manera, las técnicas de mano (tsuki) prevalecen en relación con las técnicas de pie. Los movimientos de mano -tanto ofensivos como defensivos- son cerrados ya que el objetivo es que los brazos no se alejen demasiado del cuerpo con el objetivo de ganar velocidad y evitar aperturas en la defensa. La particularidad distintiva de Kyudokan es su especial énfasis en la rotación de la cadera a fin de generar máxima potencia con el mínimo desgaste físico. Otro aspecto especial de la escuela Kyudokan es la práctica del kakie -ejercicio de empuje de brazos entre dos personas con el objetivo de controlar al adversario- que pertenece al estilo Goju-ryu. Esto se debe a que Yuchoku Higa entrenó con Chojun Miyagi, fundador de dicho estilo.
Los principios generales de la escuela Kyudokan son los siguientes:
- El principio de karada mamoru o sea el concepto de defender, proteger, cubrir el cuerpo.
- El desarrollo del Ki (energía) a través del trabajo sistemático del Hara (tandem).
- El principio del Yin-Yang: blandura-dureza, relajamiento-tensión, lentitud-rapidez.
- El dominio del Kokyu (respiración).
- El principio de Marumi-Muchimi o sea la circularidad y la consistencia.

El lema de la Escuela Kyudokan: Kyudo Mugen (la vía del estudio no tiene fin) simboliza el espíritu de la escuela, o sea constancia en la práctica y búsqueda infinita del perfeccionamiento como medio de crecimiento, en contraposición a una mentalidad limitadora.

## Katas
A continuación se muestra una lista de todos los katas que se practican en la escuela Kyudokan.
- Fukyugata Ichi[15]
- Fukyugata Ni[16]
- Pinan Shodan[17]
- Pinan Nidan[18]
- Pinan Sandan[19]
- Pinan Yondan[20]
- Pinan Godan[21]
- Naihanchi Shodan[22]
- Naihanchi Nidan[23]
- Naihanchi Sandan[24]
- Unsu[25]
- Jion[26]
- Jitte[27]
- Passai Sho[28]
- Passai Dai[29]
- Kushanku Sho[30]
- Kusahnku Dai[31]
- Seisan[32]
- Chinto[33]
- Chinti[34]
- Sochin[35]
- Gojushiho[36]